# ОШ „Борислав Пекић” Нови Београд
Основна школа „Борислав Пекић“ је релативно нова основна школа која се налази у новобеоградском насељу Бежанијска коса. Име носи по једном од најзначајнијих српских књижевника 20. века, Бориславу Пекићу.

## Историјат
Године 1986. урађен је пројекат за изградњу школске грађевине. Притом је двапут постављен камен темељац. Датума 28.9.2001, Министарство просвете је склопило уговор са Републичком дирекцијом за обнову о суфинансирању радова. На пролеће 2001. започета је интензивна изградња, а 12. јула 2002. је школа и званично добила име „Борислав Пекић”, на предлог СО Нови Београд. Исте године, 12. августа, почео је упис деце у школу, а школа је започела са радом следечег месеца, односно 13. септембра. Колектив и наставна средства пренети су из затворене основне школе „Владимир Иљич Лењин”.

## О школи
Школу похађа око 1.500 ученика, размештених у 44 одељења, а настава се одвија у две смене. Верује се да ће број ученика временом расти, будући да се насеље Бежанијска коса интензивно насељава. Настава се одвија у 16 класичних учионица, 19 кабинета, фискултурној сали и отвореним теренима у склопу школе. Ученици имају могућност да бирају један од четири страна језика који ће учити: енглески, немачки, француски, руски.